# Ryūnosuke Akutagawa
Ryūnosuke Akutagawa (芥川 龍之介, Akutagawa Ryūnosuke) (1 de març de 1892 - 24 de juliol de 1927) fou un escriptor japonès. La seva obra es compon majoritàriament de contes, i és considerat el pare d'aquest gènere al Japó. Es va suïcidar a l'edat de 35 anys. Després de la seva mort es va crear el premi literari Akutagawa en el seu honor.
La pel·lícula Rashōmon (1950) d'Akira Kurosawa està basada en els seus contes «Rashōmon» (羅生門, 1915) i «Dins el bosc» (藪の中, 1922).

## Biografia
La seva mare va embogir quan encara no tenia un any i el pare el va posar sota la tutela d'un oncle matern, pertanyent a una branca familiar d'estrictes però empobrits funcionaris. Des de petit va mostrar les seves qualitats brillants per a la lectura i l'estudi. El seu darrer any d'universitat va publicar el seu conte més cèlebre, Rashomon (1915). Es va doctorar el 1916 amb una tesi sobre William Morris, després d'estudiar a fons les literatures anglesa, alemanya, francesa i russa.
El 1918 es va casar i va començar a treballar en un diari, el Mainichi Shimbun, que el 1921 el va enviar com a corresponsal a la Xina i Corea. No obstant això, la seva fràgil salut i els seus nervis se'n van ressentir i va començar a turmentar-se amb el fantasma de la bogeria. La seva escriptura va adquirir un to més desesperançat i irònic, encara que sense abandonar els imperatius de claredat i de lucidesa que s'havia imposat des del principi. El 1926 va patir un altre col·lapse nerviós, aquesta vegada més seriós. El 24 de juliol de 1927, després de liquidar els deutes heretats del seu oncle i sostenir un encès debat amb Junichiro Tanizaki, es va suïcidar mitjançant una sobredosi de pastilles. Havia deixat, com a explicació, un text titulat: "Carta a cert vell amic".
A partir dels primers relats, Rashomon (1915) i Hana (1916), Ryunosuke Akutagawa va merèixer l'atenció de la crítica. Molts dels seus relats són d'ambientació històrica, per a això va recórrer al patrimoni de la literatura, la mitologia i la faula, no només japonesa, sinó també xinesa, hindú i fins i tot occidental, reconstruint lliurement situacions i temes i interpretant-los sota una llum adés irònica, adés dramàtica, però gairebé sempre paradoxal, explorant les infinites interpretacions possibles de les accions humanes i utilitzant una lògica rigorosa que subverteix qualsevol valor o idea preconcebuda.

## Obra traduïda al català
- Rashômon i altres contes, traducció d'Albert Nolla. Barcelona: Edicions de 1984, 2016.
- Seixanta-un haikús per a les quatre estacions: antología bilingüe de poesía japonesa, selecció i traducció de Pau Marquès i d'Ura Kazauki. Rafelbunyol: Agrupació Cultural Vianants de Rafelbunyol, 2005.
- Rashomon, traducció de Ko Tazawa. Barcelona: Lapislàtzuli Editorial, 2017 (Sèrie de Literatura Japonesa, volum 4).
- Carta a un vell amic i altres relats, traducció d'Albert Nolla. Barcelona: Edicions de 1984, 2022.